# Jian

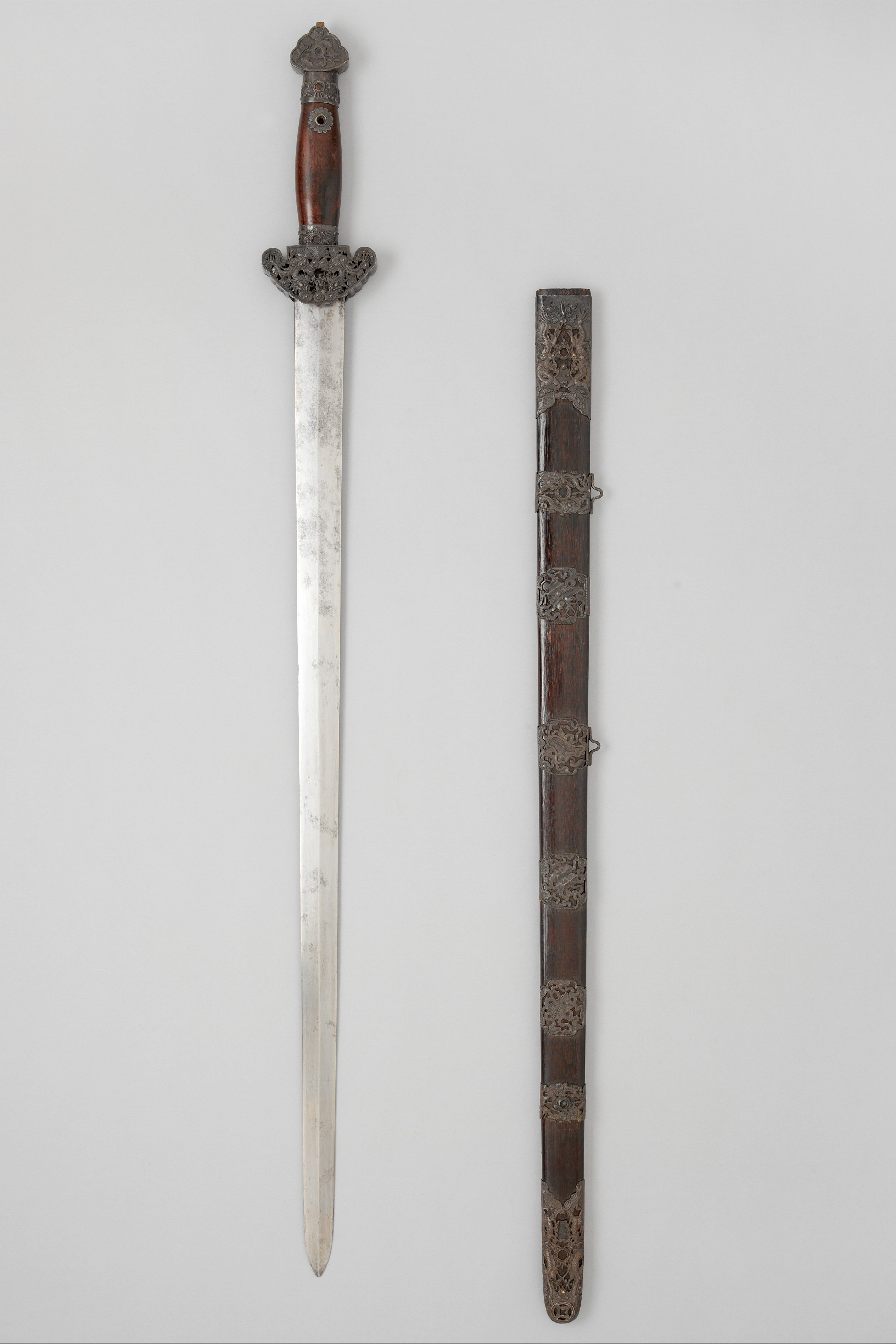
Espada china.

La espada jian (en chino: 劍) es el arma blanca de hoja recta por excelencia del pueblo chino. Moderadamente larga, de doble filo y prácticamente sin cruz, viene siendo empleada históricamente desde el II milenio a. C. Los jian son blandidos a una mano, pero existen versiones a dos manos. Es una de las cuatro grandes armas de las artes marciales de China, junto con el dao, el qiang y el gun, conocido en este grupo como el "Caballero de todas las armas".

## Orígenes
La espada china jian, según muchos especialistas, tiene sus orígenes -o bien fue ya ampliamente usada- en la Dinastía Zhou (1050 al 256 a. C.) y parece que comenzó su declive en el siglo III de nuestra era.
Su desarrollo fue análogo al de la metalurgia del bronce, por ello las espadas Jian fueron ganando longitud, dureza y flexibilidad. Llegando incluso a realizarse en versiones empuñadas a dos manos antes de nuestra era, sobre el siglo III a. C.. Proeza no vista en Occidente hasta bien entrada la metalurgia del acero en Europa.

## Fabricación de las espadasjian: lametalurgiachina
China ha sido durante milenios una de las culturas que mejor y mayor uso del bronce ha realizado. Esta fue sin duda la razón por la que sus armas blancas siguieran fabricándose con aleaciones en las que era predominante el bronce aún conociendo el hierro. El porqué de esto fue su habilidad para realizar armas bimetálicas.
La metalurgia china logró ya en el 2.º milenio a. C. combinar aleaciones, principalmente de bronce y hierro, para la fabricación de armas. Esto añadido a que la forja laminada de sus armas permitía emplear variantes de aleaciones —sobre todo de bronce— en una misma hoja, hizo que sus espadas y sables fueran duros en sus filos, y flexibles en sus venas centrales, siendo todo el conjunto de alta dureza. Incluso añadían un baño (óxido de cromo) como acabado para darle una capa anticorrosiva.
Por ello su Edad del Bronce "armamentística" se alargó más que en otras regiones del mundo. Si bien es cierto que la mayor dificultad de ese tipo de forja del bronce acabó por dejarse a favor de la de hierro-acero.

### Cronología de la metalurgia china en fabricación de armas
- Anterior a dinastía Xia (1600 a. C.). Edad del Bronce China, excavaciones con espadas de más de 3500 años
- Dinastía Shang al periodo de Reinos Combatientes (1600 a. C. a 350 a. C.). La técnica del laminado en la forja de espadas y uso de aleaciones se conoce. Primeras armas bimetálicas de aleaciones basadas en bronce y hierro.
- Desde Primaveras y Otoños al periodo de Reinos Combatientes (500 a. C. a 350 a. C.). El baño anticorrosivo se aplica en armas. Se escribe el primer tratado de aleaciones del mundo. Se realizan los primeros trabajos con aleaciones de hierro (acero). Las armas —sobre todo de acero— sobrepasan del metro y se fabrican las primeras espadas a dos manos.
- Unificación de China: Dinastía Qin (221 a. C. a 206 a. C.) Las armas de bronce sobrepasan los 90 cm, las de acero siguen creciendo también. El uso de anticorrosivo basado en cromo se mejora, siendo sólo mejorado en el siglo XX (1937).
- Dinastía Han: Comienzos (206 a. C. al año 0). Las espadas de acero de más de 1,2 m son ya comunes. La fabricación de daos de bronce se estandariza, la sigue la de los dao de acero, y alcanzan las mismas dimensiones que sus "primas" las Jian. La metalurgia china alcanza su madurez, la forja con templados que perdurará hasta la actualidad se hace común. El refinado del acero aparece.
- Dinastía Han: Hasta su fin (año 0 al 220 d. C.) El acero con altas cantidades de carbono para aleaciones de calidad aparece. Las categorías de las armas se basan en los refinados en su forja: 30, 50, 100 y cientos de refinados (Técnica que aumenta la calidad del arma y que se exportó a Corea y más tarde Japón).

Los dao de acero sustituyen a las armas de bronce e incluso a los jian de Acero. El jian deja de ser arma común en ejércitos y guerras.

## Lajianen la historia
Desde el comienzo la espada jian, análogamente a las demás espadas de todas las épocas, se convirtió en el arma excelsa de nobles, aristócratas e importantes militares. Es por ello que muchos de los héroes chinos la portaran, que los emperadores tuvieran su jian de "parada" (arma de ceñir, de lujo y para ceremonias y actos) y que incluso sea el arma mítica de muchas leyendas.
Dado que el jian es una espada, las cuales son las armas más costosas de fabricar, y que además requiere de mayor técnica (esgrima), no es de extrañar que ante la popularización del sable dao entre las tropas montadas y de a pie, sobre el siglo III, el jian dejara de emplearse mayoritariamente en favor del dao y sus múltiples variantes.
Así pues el jian quedó como arma casi aristocrática, aunque se siguió fabricando para nobles y emperadores. En los textos, dibujos y pintura chinos de las siguientes dinastías, el jian pasa a un segundo plano, lo que reafirma su desuso.

## Lasartes marcialesmodernas: eljiancomo arma deTai ChiyKung-Fu
La cultura china, como prácticamente todas, tenían artes y técnicas marciales o de esgrima para las armas de cada época, y en el caso del jian podemos encontrar numerosísimas escuelas de esgrima en todas las épocas. Es por ello que el jian y las artes marciales aplicadas a ella hayan sobrevivido hasta la actualidad. Estos estilos de lucha tienen hoy en día todo el elenco de escuelas de kung-fu o wu shu entre estas destacan por su fama y habilidad marcial en el uso de la espada recta o jian la escuela Choy Li Fut de origen en el templo de Shaolin y la de Wu Tang de origen en el templo taoísta situada en la montaña del mismo nombre; así como las numerosas escuelas de Tai Chi Chuan entre las más destacadas se encuentran: Yang, Chen, Sun, etc.

## En la cultura popular
- En Heroes of the East, una espada jian era una de las muchas armas utilizadas por el héroe Ho Tao.
- En Cardcaptor Sakura, una espada jian es el arma distintiva de Syaoran Li.
  - En Tsubasa: Reservoir Chronicle, una de las versiones alternativas de Syaoran, Tsubasa, utiliza una espada jian similar.
- En Mulan (1998), el personaje principal, el ejército chino y Shan Yu usan espadas jian.
- En Crouching Tiger, Hidden Dragon, Shu Lien usa una espada jian mientras enseña a la princesa Jen.
- En la película de 2000 Dragonheart: A New Beginning, el Maestro Kwan empuñó brevemente una espada jian.
- Inuyasha the Movie: Affections Touching Across Time presenta a Menomaru empuñando una espada jian.
- En Lupin III: Stolen Lupin, Hakuryuu empuña una espada jian.
- En Avatar: la leyenda de Aang, Sokka descubre un meteorito que solía forjar y aprendió a usar una espada jian bajo la tutoría de Piandao.
- En Piratas del Caribe: en el fin del mundo, Elizabeth Swann usó una espada jian.
- En Deadliest Warrior, Sun Tzu usa una espada jian contra Vlad el Empalador.
- En la serie de Netflix de 2014, Marco Polo, Kublai Khan usa una espada jian.
- Dynasty Warriors presenta a Liu Bei empuñando una espada jian.